# Antonis Benakis
Antonios Benakis (em Grego: Αντώνης Μπενάκης) (1873-31 de maio de 1954) foi um colecionador de arte e fundador do Museu Benaki em Atenas, Grécia.
Era irmão de Penélope Delta.